# 平原勉
平原 勉（ひらはら つとむ、1913年〈大正2年〉- 1985年〈昭和60年〉）は、日本のトランペット奏者。

## 略歴
田辺音楽学校卒業後、トーキーのBGMとしてトランペットやチェロを演奏した。南里文雄と「ホットペッパーズ」に在籍、その後大阪市本町に平原勉ジャズオーケストラの本拠地を置いた。「東の南里、西の平原」と人気を二分した。
白や黒の衣装を好み、ダブルのスーツやカシミヤのコートをまとい、フランク・シナトラ、フレッド・アステア、ジーン・ケリーのようなその出で立ちはモダンボーイに模倣された。
次男にサクソフォーン奏者の平原まこと、孫に歌手の平原愛花（Aika）と平原綾香がいる。